# Pampateri
Pampatherium (gr. 'bèstia de la pampa') és un gènere extint de mamífers placentaris de l'ordre Cingulata emparentats amb els actuals armadillos i els també extints gliptodòntidos. Van habitar l'Argentina, Bolívia i Uruguai fins fa aproximadament uns 11.000 anys.

## Taxonomia
El gènere Pampatherium inclou tres espècies:
- P. humboldtii †
- P. mexicanum †
- P. typum †